# Архиповська сільська рада
Архи́повська сільська рада (рос. Архиповский сельский совет) — сільське поселення у складі Сакмарського району Оренбурзької області Росії.
Адміністративний центр — село Архиповка.

## Населення
Населення — 789 осіб (2019; 761 в 2010, 682 у 2002).

## Склад
До складу сільської ради входять:
| Населений пункт | Населення, осіб (2002) | Населення, осіб (2010) |
| --------------- | ---------------------- | ---------------------- |
| Архиповка, село | 580                    | 609                    |
| Донське, село   | 92                     | 135                    |
| Санково, село   | 10                     | 17                     |